# Simonton, Texas
Simonton là một thành phố thuộc quận Fort Bend, tiểu bang Texas, Hoa Kỳ. Năm 2010, dân số của xã này là 814 người.

## Dân số
- Dân số năm 2000: 718 người.
- Dân số năm 2010: 814 người.